# Literární cena novin Aftonbladets
Literární cena novin Aftonbladets (švédsky Aftonbladets litteraturpris) je literární cena, kterou od roku 1957 udílí švédský deník Aftonbladet. Je honorována 50 000 švédskými korunami.

## Ocenění
| rok  | jméno                 |
| ---- | --------------------- |
| 1957 | Per-Erik Rundquist    |
| 1958 | Tomas Tranströmer     |
| 1959 | Willy Kyrklund        |
| 1960 | Elsa Grave            |
| 1961 | Birgitta Trotzig      |
| 1962 | Lars Gustafsson       |
| 1963 | Östen Sjöstrand       |
| 1964 | Göran Palm            |
| 1965 | Sven Delblanc         |
| 1966 | Erik Beckman          |
| 1967 | Björn Håkanson        |
| 1968 | Bengt Bratt           |
| 1969 | Christer Persson      |
| 1970 | Staffan Seeberg       |
| 1971 | Lars Norén            |
| 1972 | Göran Sonnevi         |
| 1973 | Tobias Berggren       |
| 1974 | Göran Hägg            |
| 1975 | Göran Tunström        |
| 1976 | Rita Tornborg         |
| 1977 | Lars Andersson        |
| 1978 | Eva Runefelt          |
| 1979 | Niklas Rådström       |
| 1980 | Sigrid Combüchen      |
| 1981 | Rolf Johansson        |
| 1982 | Willy Granqvist       |
| 1983 | Eva Ström             |
| 1984 | Kjell Johansson       |
| 1985 | Ulf Gyllenhak         |
| 1986 | Ernst Brunner         |
| 1987 | Magnus Dahlström      |
| 1988 | Peter Kihlgård        |
| 1989 | Björn Ranelid         |
| 1990 | Birgitta Lillpers     |
| 1991 | Mare Kandre           |
| 1992 | Ann Jäderlund         |
| 1993 | Åke Smedberg          |
| 1994 | Robert Kangas         |
| 1995 | Arne Johnsson         |
| 1996 | Steve Sem-Sandberg    |
| 1997 | Elisabeth Rynell      |
| 1998 | Kristian Lundberg     |
| 1999 | Malin Lindroth        |
| 2000 | Lars Jakobson         |
| 2001 | Lotta Lotass          |
| 2002 | Beate Grimsrud        |
| 2003 | Lars Mikael Raattamaa |
| 2004 | Anna Hallberg         |
| 2005 | Mats Kolmisoppi       |
| 2006 | Sara Stridsberg       |
| 2007 | Mirja Unge            |
| 2008 | Johan Jönson          |
| 2009 | Helena Eriksson       |
| 2010 | Maria Zennström       |
| 2011 | Aase Berg             |
| 2012 | Johannes Anyuru       |
| 2013 | Andrzej Tichý         |
| 2014 | Ida Linde             |
| 2015 | Jila Mossaed          |
| 2016 | Eija Hetekivi Olsson  |